# Lorlanges
Lorlanges (okzitanisch Lorlanja) ist eine französische Gemeinde mit 423 Einwohnern (Stand 1. Januar 2022) im Département Haute-Loire in der Region Auvergne-Rhône-Alpes (vor 2016 Auvergne). Sie liegt im Arrondissement Brioude und im Kanton Sainte-Florine. 

## Geographie
Lorlanges liegt etwa 55 Kilometer nordwestlich von Le Puy-en-Velay. Umgeben wird Lorlanges von den Nachbargemeinden Léotoing im Norden und Westen, Saint-Géron im Westen und Nordwesten, Saint-Beauzire im Süden sowie Espalem im Süden und Westen. 
Durch die Gemeinde führt die Autoroute A 75.

## Weblinks

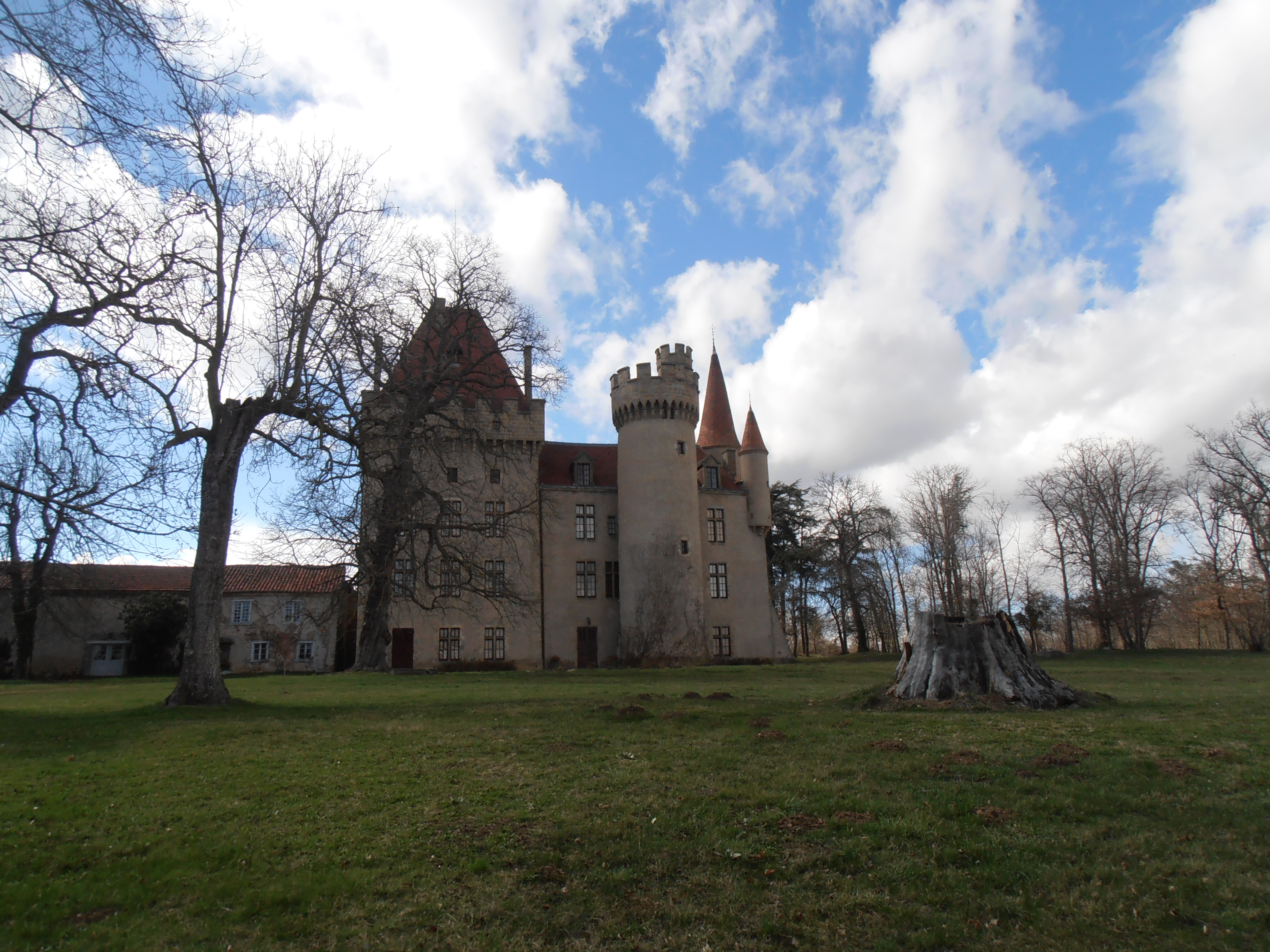
Schloss Védrines

## Bevölkerungsentwicklung
| Jahr                       | 1962 | 1968 | 1975 | 1982 | 1990 | 1999 | 2006 | 2017 |
| Einwohner                  | 309  | 284  | 247  | 216  | 230  | 241  | 255  | 374  |
| Quellen: Cassini und INSEE |      |      |      |      |      |      |      |      |

## Sehenswürdigkeiten
- Kirche Saint-Clair
- Schloss Védrines